# استون‌هنج، ایوبری، و محوطه‌های مرتبط
استون‌هنج، ایوبری، و محوطه‌های مرتبط (انگلیسی: Stonehenge, Avebury and Associated Sites) یکی از میراث جهانی یونسکو در ویلتشر در جنوب انگلستان است. این مدخل یک یادمان یا اثر خاص نیست و شامل دو منطقهٔ بزرگ است که حدود ۴۸ کیلومتر با هم فاصله دارند. استون‌هنج، ایوبری، و محوطه‌های مرتبط در سال ۱۹۸۶ در فهرست میراث جهانی یونسکو ثبت شد. بیش از ۱۶۰ یادمان و ۴۱۵ آیتم در این مدخل وجود دارد که معروف‌ترین آن‌ها سازهٔ استون‌هنج است.